# Гибридный материал

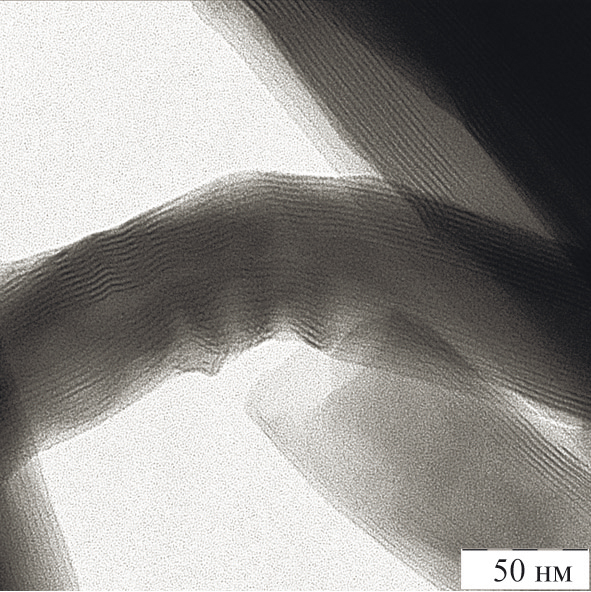
Нанотрубки на основе пентоксида ванадия — типичный пример гибридного наноматериала. В их структуре слои ванадий-кислород перемежаются структурно-направляющим темплатом — молекулами поверхностно-активного вещества, химически связанного с неорганическим слоями и скрученного вместе с ними в нанотрубку или наносвиток. Такие нанотубулены формируются при гидротермальной обработке оксида ванадия (V) в присутствии поверхностно-активных веществ (гексадециламин и др.). Автор: А. В. Григорьева, ФНМ МГУ. (Цитируется с портала «Нанометр»)

Гибридные материалы (англ. hybrid materials) — материалы, полученные за счёт взаимодействия химически различных составляющих (компонентов), чаще всего органических и неорганических, формирующих определенную (кристаллическую, пространственную) структуру, отличающуюся от структур исходных реагентов, но часто наследующую определенные мотивы и функции исходных структур.

## Описание
Если «основа» материала — органическая (полимерные и другие структуры), то такие материалы называют неоргано-органическими; если же наоборот — органо-неорганическими (металлокомплексные каркасные структуры, модифицированые материалы на основе глин, цеолитов и пр.). В ряде случаев смесь пространственно распределенных фаз (композит, нанокомпозит) тоже считают гибридным материалом, например, если наночастицы или нановолокна находятся в полимерной матрице, однако правильнее относить к гибридным материалам лишь композиты с достаточно очевидным химическим взаимодействием между компонентами. Этому определению соответствуют и многие супрамолекулярные соединения, в том числе металлокомплексные, но их обычно рассматривают как отдельный класс материалов. Иногда к гибридным материалам относят также наночастицы с химически модифицированной поверхностью.
Основные методы получения гибридных материалов — интеркаляционный, темплатный синтез, золь-гель процесс, гидротермальный синтез. Для природных композитов размер неорганических частиц лежит в пределах от нескольких микрон до нескольких миллиметров, и поэтому материал получается неоднородным, что иногда можно заметить даже невооруженным глазом. Если уменьшать размер неорганических частиц такого материала до размера молекул органической части (несколько нанометров), то можно повысить однородность композита и получить улучшенные или даже абсолютно новые свойства материала. Такие композиты часто называют гибридными наноматериалами.
Неорганическими строительными блоками таких материалов могут являться наночастицы, макромолекулы, нанотрубки, слоистые вещества (включая глины, слоистые двойные гидроксиды, некоторые ксерогели). Число органических строительных блоков огромно, поэтому количество возможных комбинаций органических и неорганических блоков очень велико. В зависимости от назначения гибридные материалы разделяют на конструкционные, функциональные (полифункциональные) и бионеорганические. Так, вещества, состоящие из неорганической матрицы, образованной различными силикатами, с включениями органических молекул применяют как фотохромные (изменяющие цвет при облучении светом) и электрохромные (изменяющие цвет при пропускании электрического заряда) материалы, оптические свойства которых можно менять, изменяя органическую составляющую. Комплексообразованием низкомолекулярных (лекарственных) веществ с наноразмерными частицами или создавая на основе биополимеров супрамолекулярные комплексы получают гибридные материалы, наноконъюгаты, «двуликие» частицы (частицы-янусы), обладающие специфическими активностями их компонентов.
Очень широкая область применения связана с созданием различных покрытий на основе гибридных материалов, которые могут обладать повышенной механической прочностью и устойчивостью к царапинам. Существует также возможность введения в такие композиты дополнительных компонентов, что придает покрытию специфические, например, гидрофобные свойства. Типичной областью применения гибридных материалов в медицине является протезирование, поскольку такие материалы обладают механической прочностью за счет неорганической части и хорошей биосовместимостью за счет органических молекул. Гибридные твёрдые электролиты сочетают ион- и электронпроводящие свойства различных органических молекул с термостойкостью и прочностью неорганической матрицы. Одно из самых перспективных применений гибридных функциональных материалов, прежде всего на основе различных морфологических производных оксидов ванадия, — электродные материалы для современных химических источников тока. Гибридные материалы применяются для производства гетероповерхностных сорбентов для хроматографии, сенсоров, гетерогенных катализаторов, магнитных жидкостей, подложек для иммобилизации ферментов, а также сорбентов тяжелых металлов и органических загрязнителей.